# Хайнрих III фон Гемен
Хайнрих III фон Гемен (на немски: Heinrich III von Gemen; † 25 март или 26 март 1424) е господар на Гемен във Вестфалия.
Той е големият син на Йохан I фон Гемен († 1366) и съпругата му Беатрикс Зобе († сл. 1352). Брат е на Херман фон Гемен († 1399), господар на Анхолт и Рьоне.
Хайнрих III фон Гемен става през 1370 г. глава на фамилията и родът става много бързо един от най-важните благороднически родове във Вестфалия. Неговият внук Хайнрих IV фон Гемен (* ок. 1420; † 1492), подарява Гемен през 1467 г., ако умре, на своя племенник граф Хайнрих IV фон Насау-Байлщайн († 1499), син на граф Йохан I († 1473) и втората му съпруга Йохана фон Гемен († ок. 1451), дъщеря на син му Йохан II фон Гемен († 1458) и Ода (Ида) фон Хорн († сл. 1442).
През 1492 г. родът изчезва по мъжка линия със смъртта на Хайнрих IV фон Гемен. Наследници са дъщерите Катарина († 1502) и Кордула (1443 – 1528). Катарина се омъжва 1458 г. за граф Арнолд I фон Бентхайм-Щайнфурт († 1466). Кордула се омъжва I. 1457 г. за Госвин фон Щецке, наследствен маршал на херцозите на Клеве (1411 – 1474/1475), и II. през 1476 г. за граф Йохан IV фон Холщайн-Шауенбург († 1527). Така господството Гемен става собственост на род Холщайн-Шаумбург.

## Фамилия
Хайнрих III фон Гемен се жени на 24 януари 1391 г. за Катарина (Анна/Елизабет) фон Бронкхорст (* ок. 1366; † сл. 1420), майка на две дъщери, вдовица на Хайнрих II фон Виш († 1387/1391), дъщеря на Вилхелм IV фон Бронкхорст, бургграф на Нимвеген († 1410) и Кунигунда фон Мьорс († 1417). Те имат син и три дъщери:
- Йохан II фон Гемен († 8 март/13 юли 1458), господар на Гемен, Бредефоорт, Винтерсвижк, Гребен, и на Фесте и Реклингхаузен, женен на 28 януари 1417 г. за Ода фон Хорн († сл. 1442); имат два сина и три дъщери
- Йохана/Барбара фон Гемен († пр. 8 юли 1451), омъжена на 30 май 1409 г. за Йохан III фон Кулембург († 1 април 1452)
- Кунигунда фон Гемен
- Катарина фон Гемен († 1496), омъжена за Йохан/Ян ван Поланен-Ашперен († пр. 23 април 1432)